# SS Coptic
El SS Coptic fue un transatlántico construido en 1881, que fue propiedad de la naviera británica Oceanic Steam Navigation Company, la estadounidense Pacific Mail Steamship Company, y la japonesa Oriental Steam Ship Co. (Toyo Kisen Kabushiki Kaisha) antes de ser desguazado en 1926.
Este buque fue filmado por Thomas Edison en 1897, en una de sus películas más tempranas. La película se encuentra actualmente almacenada en la Biblioteca del Congreso de Estados Unidos, y se puede consultar por Internet.

## Historia del buque
El Coptic era un buque hermano del Arabic, y fue construido en los astilleros de Harland and Wolff en Belfast, para ser utilizado por la naviera White Star Line. Botado el 10 de agosto de 1881, fue entregado el 9 de noviembre e hizo su viaje inaugural entre Liverpool y Nueva York el 16 de noviembre bajo el mando del capitán Edward J. Smith. En el viaje de regreso, una fuerte brisa huracanada dañó varios botes salvavidas y dos marineros fallecieron ahogados tras caer por la borda. El 11 de marzo de 1882, navegó entre Liverpool y Hong Kong a través del canal de Suez, alquilado a la Occidental & Oriental Steamship Company para su servicio entre San Francisco y China. Debido a que Occidental & Oriental ya tenía numerosos barcos en dicha ruta,  fue brevemente alquilado a la New Zealand Shipping Co. mientras los barcos de esta última eran construidos.
En 1884 fue alquilado a la Shaw, Savill & Company para su servicio entre Liverpool y Nueva Zelanda, y fue reacondicionado con compartimentos refrigerados con una capacidad de 750 toneladas y la correspondiente maquinaria, para poder transportar carne de cordero de Nueva Zelanda. Desde el 8 de octubre de 1884, se estableció un servicio regular, los billetes costaban entre 70 guineas en primera clase y 16 guineas en tercera.
Mientras estuvo al mando del capitán Edward Smith, su capitán entre 1889 y 1894 (quién más tarde sería también capitán del famoso RMS Titanic), en diciembre de 1890 encalló en Main Island, en Río de Janeiro a punto de regresar a Plymouth. Sus compartimentos delanteros se inundaron, pero fue reparado por ingenieros locales. A finales de 1894 sus motores compuestos fueron reemplazados en Harland & Wolff por motores de triple expansión y calderas nuevas; sus alojamientos fueron modernizados y su chimenea fue alargada. 
A comienzos de 1895 fue alquilado de nuevo a la Occidental & Oriental Steamship Company para servir en la ruta entre San Francisco y Asia. En septiembre de 1897, colisionó en el puerto de Kobe con el Minatogawa Maru, el cual dobló varias planchas de su casco y torció su quilla. En febrero de 1898 de nuevo sufrió un daño considerable después de atravesar un tifón. Tras reparaciones provisionales en Yokohama navegó a Hong Kong, donde varias cubiertas fueron eliminadas y reconstruidas. El 12 de septiembre de 1900, encalló de nuevo, esta vez en Shimonoseki, pero no sufrió ningún daño.
El 5 de junio de 1898, el capitán Charles V. Gridley (USN) murió debido a causas naturales a bordo del Coptic, mientras se encontraba en Kobe, Japón. Recientemente había sido retirado del mando del buque insignia USS Olympia tras la exitosa batalla de Manila Bay (1 de mayo de 1898). Desafortunadamente el calor y la tensión de la batalla exacerbó una condición médica previa, y su salud se deterioró con rapidez tras ello. Su cuerpo fue retornado a casa y enterrado en su ciudad natal, Erie, en Pensilvania.   
El buque hizo su viaje final para la Occidental y Oriental el 30 de octubre de 1906, desde San Francisco. En diciembre, fue vendido a la naviera estadounidense Pacific Mail Steamship Company, y rebautizado Persia, pero continuó sirviendo en la ruta entre San Francisco y Asia, y mantuvo su registro británico. Después de unas reparaciones en 1911, el viejo barco fue vendido otra vez en 1915 a la Oriental Steam Ship Co. (Toyo Kisen Kabushiki Kaisha) de Yokohama, siendo rebautizado Persia Maru. Continuó en la ruta del Pacífico hasta 1922, cuando fue transferido a la ruta entre Tokio y las Indias Orientales Neerlandesas. 
Fue finalmente llevado a dique seco en Yokohama en diciembre de 1924 y su equipamiento fue subastado. En 1926, la Oriental Steam Ship Co. se fusionó con la Japan Mail Shipping Line (NYK), y tras una carrera de 44 años, el Persia Maru fue desguazado en Osaka en 1926.